# Azeglio
Azeglio é uma comuna italiana da região do Piemonte, província de Turim, com cerca de 1.275 habitantes. Estende-se por uma área de 9 km², tendo uma densidade populacional de 142 hab/km². Faz fronteira com Bollengo, Palazzo Canavese, Piverone, Albiano d'Ivrea, Viverone (BI), Caravino, Settimo Rottaro, Borgo d'Ale (VC).

## Demografia
| Variação demográfica do município entre 1861 e 2011                               |
|                                                                                   |
| Fonte: Istituto Nazionale di Statistica (ISTAT) - Elaboração gráfica da Wikipedia |